# Дискографија Рода Стјуарта
Дискографија Рода Стјуарта, британског рок певача и текстописца, комплетан је списак њихових издатих албума, синглова и видеа којих је издало више издавачких кућа. У својој богатој дискографској каријери овај певач је издао укупно тридесет-један студијски албум, двадесет-два компилацијска албума, четири уживо албума, два видео албума, сто-четрдесет-седам синглова и шездесет-осам музичких видео-спотова. Албуми и синглови Рода Стјуарта су, према неким изворима, продати у преко сто милиона примерака док други извори наводе цифру од двеста милиона продатих примерака што га је сврстало на листи најуспешнијих музичких извођача свих времена.

## Албуми

### Албуми са групомThe Jeff Beck
| Година издања | Име албума | САД | УК | RIAA сертификат(и) | Напомене |
| ------------- | ---------- | --- | -- | ------------------ | --- |
| 1968          | Truth      | 15  | —  | златни             | Први соло албум (The Jeff Beck First се појављује као неакредитована група на првом студијском албуму)                           |
| 1969          | Beck-Ola   | 15  | 39 | златни             | Други студијски албум са оригиналним лајн-апом групе The Jeff Beck (први пут су наступили као акредитована група под тим именом) |

### Студијски албуми
| Година издања | Име албума                                                    | Позиције на топ-листама | Позиције на топ-листама | Позиције на топ-листама | Позиције на топ-листама | Позиције на топ-листама | Позиције на топ-листама | Позиције на топ-листама | Позиције на топ-листама | Позиције на топ-листама | Позиције на топ-листама | Сертификат(и) |
| Година издања | Име албума                                                    | УК                      | АУС                     | КАН                     | НЕМ                     | ЈАП                     | ХОЛ                     | НОР                     | НЗЛ                     | ШВЕ                     | САД                     | Сертификат(и) |
| ------------- | ------------------------------------------------------------- | ----------------------- | ----------------------- | ----------------------- | ----------------------- | ----------------------- | ----------------------- | ----------------------- | ----------------------- | ----------------------- | ----------------------- | --- |
| 1969          | An Old Raincoat Won't Ever Let You Down                       | —                       | 31                      | —                       | —                       | —                       | —                       | —                       | —                       | —                       | 139                     | |
| 1970          | Gasoline Alley                                                | 62                      | 24                      | 32                      | —                       | —                       | —                       | —                       | —                       | —                       | 27                      | |
| 1971          | Every Picture Tells a Story                                   | 1                       | 1                       | 1                       | 23                      | 84                      | 2                       | 9                       | —                       | —                       | 1                       | - САД: платинумски |
| 1972          | Never a Dull Moment                                           | 1                       | 3                       | 1                       | 37                      | 56                      | 2                       | 8                       | —                       | —                       | 2                       | - САД: златни |
| 1974          | Smiler                                                        | 1                       | 8                       | 11                      | —                       | 65                      | —                       | 19                      | 29                      | —                       | 13                      | - УК: златни |
| 1975          | Atlantic Crossing                                             | 1                       | 1                       | 21                      | 11                      | 87                      | 2                       | 1                       | 2                       | 5                       | 9                       | - НЕМ: златни - УК: платинумски - САД: златни |
| 1976          | A Night on the Town                                           | 1                       | 1                       | 1                       | 29                      | 23                      | 5                       | 1                       | 1                       | 1                       | 2                       | - АУС: 6× платинумски - КАН: 2× платинумски - УК: платинумски - САД: 2× платинумски |
| 1977          | Foot Loose & Fancy Free                                       | 3                       | 1                       | 1                       | 34                      | 19                      | 1                       | 6                       | 1                       | 6                       | 2                       | - КАН: 4× платинумски - УК: платинумски - САД: 3× платинумски |
| 1978          | Blondes Have More Fun                                         | 3                       | 1                       | 1                       | 9                       | 2                       | 3                       | 2                       | 1                       | 1                       | 1                       | - ФРА: 2× златни - НЕМ: златни - УК: платинумски - САД: 3× платинумски |
| 1980          | Foolish Behaviour                                             | 4                       | 9                       | 21                      | 23                      | 19                      | 8                       | 12                      | 3                       | 3                       | 12                      | - КАН: платинумски - ФРА: златни - УК: платинумски - САД: платинумски |
| 1981          | Tonight I'm Yours                                             | 8                       | 11                      | 1                       | 42                      | 19                      | 12                      | 20                      | 4                       | 2                       | 11                      | - КАН: 2× платинумски - УК: златни - САД: платинумски |
| 1983          | Body Wishes                                                   | 5                       | 14                      | 15                      | 2                       | 19                      | 6                       | 10                      | 25                      | 3                       | 30                      | - КАН: платинумски - ФРА: златни - НЕМ: платинумски - УК: златни |
| 1984          | Camouflage                                                    | 8                       | 34                      | 31                      | 6                       | 17                      | 13                      | 16                      | —                       | 7                       | 18                      | - УК: сребрни - САД: златни |
| 1986          | Every Beat of My Heart                                        | 5                       | 16                      | 9                       | 4                       | 28                      | 13                      | 12                      | —                       | 3                       | 28                      | - НЕМ: златни - УК: златни |
| 1988          | Out of Order                                                  | 11                      | 23                      | 2                       | 6                       | 67                      | 37                      | 11                      | 47                      | 1                       | 20                      | - БРА: златни - КАН: 5× платинумски - ШВЕ: златни - УК: златни - САД: 2× платинумски |
| 1991          | Vagabond Heart                                                | 2                       | 1                       | 2                       | 3                       | 34                      | 31                      | 6                       | 2                       | 2                       | 10                      | - АУТ: златни - КАН: 3× платинумски - ФРА: златни - НЕМ: платинумски - ШВЕ: платинумски - ШВА: 2× платинумски - УК: платинумски - САД: платинумски                                      |
| 1995          | A Spanner in the Works                                        | 4                       | 28                      | 2                       | 9                       | 26                      | 23                      | 6                       | 13                      | 2                       | 35                      | - КАН: платинумски - УК: златни - САД: златни |
| 1998          | When We Were the New Boys                                     | 2                       | —                       | 25                      | 16                      | 48                      | —                       | —                       | —                       | 6                       | 44                      | - УК: златни |
| 2001          | Human                                                         | 9                       | —                       | —                       | 9                       | 66                      | —                       | —                       | —                       | 13                      | 50                      | - УК: златни |
| 2002          | It Had to Be You: The Great American Songbook                 | 8                       | 5                       | 10                      | 26                      | 238                     | 11                      | 16                      | 46                      | 24                      | 4                       | - АРГ: платинумски - АУС: 3× платинумски - БРА: платинумски - КАН: 3× платинумски - ПОЉ: платинумски - ШВЕ: златни - УК: 2× платинумски - САД: 3× платинумски                           |
| 2003          | As Time Goes By: The Great American Songbook, Volume II       | 4                       | 7                       | 1                       | 38                      | 152                     | 35                      | —                       | 42                      | 8                       | 2                       | - АРГ: платинумски - АУС: 2× платинумски - БРА: платинумски - КАН: 2× платинумски - ПОЉ: платинумски - ШВЕ: златни - УК: 2× платинумски - САД: 2× платинумски                           |
| 2004          | Stardust: The Great American Songbook, Volume III             | 3                       | 8                       | 1                       | —                       | 40                      | 13                      | 17                      | 29                      | 3                       | 1                       | - АУС: платинумски - БЕЛ: златни - НЗЛ: златни - ПОЉ: златни - ШВЕ: платинумски - УК: платинумски - САД: платинумски                                                                    |
| 2005          | Thanks for the Memory: The Great American Songbook, Volume IV | 3                       | 15                      | 2                       | 59                      | 83                      | 33                      | —                       | 20                      | 5                       | 2                       | - АУС: златни - ИРС: златни - ПОЉ: златни - ШВЕ: златни - УК: платинумски - САД: платинумски                                                                                            |
| 2006          | Still the Same... Great Rock Classics of Our Time             | 4                       | 16                      | 1                       | 8                       | 30                      | 51                      | —                       | 1                       | 5                       | 1                       | - АУС: платинумски - БРА: златни - КАН: платинумски - МАЂ: златни - ИРС: 2× платинумски - НЗЛ: 2× платинумски - ПОЉ: златни - ШПА: златни - ШВЕ: златни - УК: платинумски - САД: златни |
| 2009          | Soulbook                                                      | 9                       | 11                      | 3                       | 33                      | 71                      | 95                      | —                       | 4                       | 4                       | 4                       | - АУС: платинумски - КАН: платинумски - МАЂ: платинумски - ИРС: златни - НЗЛ: платинумски - ПОЉ: златни - ШВЕ: златни - УК: 2× платинумски                                              |
| 2010          | Once in a Blue Moon: The Lost Album                           | —                       | —                       | —                       | —                       | —                       | —                       | —                       | —                       | —                       | —                       | |
| 2010          | Fly Me to the Moon... The Great American Songbook Volume V    | 5                       | 4                       | 4                       | 25                      | 104                     | 78                      | —                       | 9                       | 3                       | 4                       | - АУС: златни - КАН: златни - УК: златни - ПОЉ: платинумски |
| 2012          | Merry Christmas, Baby                                         | 2                       | 3                       | 1                       | 22                      | 94                      | 6                       | 7                       | 1                       | 2                       | 3                       | - АУС: платинумски - КАН: 3× платинумски - ИРС: платинумски - НЗЛ: 2× платинумски - ПОЉ: златни - УК: 2× платинумски - САД: платинумски                                                 |
| 2013          | Time                                                          | 1                       | 6                       | 4                       | 4                       | 25                      | 34                      | 25                      | 5                       | 7                       | 7                       | - КАН: златни - УК: 2× платинумски |
| 2015          | Another Country                                               | 2                       | 9                       | 25                      | 7                       | 103                     | 15                      | 20                      | 8                       | 14                      | 20                      | - УК: платинумски |
| 2018          | Blood Red Roses                                               | 1                       | 15                      | 49                      | 12                      | —                       | 51                      | —                       | —                       | 9                       | 62                      | - УК: златни |

### Уживо албуми
| Година издања  | Име албума                                                                 | Позиције на топ-листама | Позиције на топ-листама | Позиције на топ-листама | Сертификат(и)                                                                                                |
| Година издања  | Име албума                                                                 | УК албуми               | НЗЛ                     | САД 200                 | Сертификат(и)                                                                                                |
| -------------- | -------------------------------------------------------------------------- | ----------------------- | ----------------------- | ----------------------- | --- |
| Јануар, 1974.  | Coast to Coast: Overture and Beginners Акредитовано као Род Стјуарт/Фејсес | 3                       | —                       | 63                      | |
| Октобар, 1982. | Absolutely Live                                                            | 35                      | 22                      | 46                      | - САД: златни - Канада: платинумски                                                                          |
| Мај, 1993.     | Unplugged...and Seated                                                     | 2                       | 13                      | 2                       | - УК: платинумски - САД: 3× мулти-платинумски - Аргентина: златни - Канада: 3× платинумски - Немачка: златни |
| Март, 2014.    | Live 1976–1998: Tonight's the Night                                        | 82                      | —                       | —                       | |

### Компилацијски албуми
| Година издања    | Име албума | Позиције на топ-листама | Позиције на топ-листама | Позиције на топ-листама | Сертификат(и) |
| Година издања    | Име албума | УК                      | НЗЛ                     | САД                     | Сертификат(и) |
| ---------------- | --- | ----------------------- | ----------------------- | ----------------------- | --- |
| Јун, 1973.       | Sing It Again Rod                                                                                               | 1                       | —                       | 31                      | - УК: златни - САД: златни - Канада: платинумски |
| Април, 1976.     | The Best of Rod Stewart                                                                                         | 18                      | 9                       | 90                      | - УК: златни - САД: златни - Канада: платинумски - Немачка: 3× златни |
| Новембар, 1976.  | The Best of Rod Stewart Vol. 2                                                                                  | —                       | —                       | 102                     | |
| Октобар, 1979.   | Greatest Hits, Vol. 1                                                                                           | 1                       | 1                       | 22                      | - УК: платинумски - САД: 3× мулти-платинумски - Канада: 2× платинумски - Немачка: златни |
| Новембар, 1989.  | The Best of Rod Stewart                                                                                         | 3                       | 2                       | —                       | - УК: 8× платинумски - Аустралија: 5× платинумски - Немачка: 2× платинумски - Аргентина: 2× платинумски - Аустрија: платинумски - Бразил: платинумски - Финска: златни - Швајцарска: платинумски                                                                                         |
| Новембар, 1989.  | Storyteller – The Complete Anthology: 1964–1990                                                                 | 23                      | 1                       | 54                      | - УК: златни - САД: 2× Multi-платинумски - Аустралија: златни - Канада: златни - НЗЛ: златни |
| Март, 1990.      | Downtown Train – Selections from the Storyteller Anthology                                                      | —                       | —                       | 20                      | - САД: 2× мулти-платинумски - Канада: 2× платинумски |
| Септембар, 1992. | The Mercury Anthology                                                                                           | —                       | —                       | —                       | |
| Март, 1993.      | Lead Vocalist                                                                                                   | 3                       | 32                      | —                       | - УК: сребрни |
| Новембар, 1996.  | If We Fall in Love Tonight                                                                                      | 8                       | 11                      | 19                      | - УК: платинумски - САД: платинумски - Аустралија: платинумски - Канада: 3× мулти-платинумски |
| Новембар, 2001.  | The Story So Far: The Very Best of Rod Stewart                                                                  | 7                       | 1                       | 40                      | - УК: 4× платинумски - САД: платинумски - Аргентина: платинумски - Аустралија: 2× платинумски - Белгија: платинумски - Бразил: златни - Канада: 3× мулти-платинумски - Данска: платинумски - Немачка: платинумски - Ирска: 7× платинумски - НЗЛ: 4× платинумски - Европа: 2× платинумски |
| Новембар, 2002.  | Reason to Believe: The Complete Mercury Studio Recordings                                                       | —                       | —                       | —                       | |
| Август, 2003.    | Encore: The Very Best Of – Vol. 2                                                                               | —                       | —                       | 66                      | |
| Октобар, 2003.   | Changing Faces – The Very Best of Rod Stewart & The Faces: The Definitive Collection 1969–1974 Акредитовано као | 13                      | —                       | —                       | |
| Септембар, 2005. | Gold | 126                     | —                       | —                       | |
| Фебруар, 2006.   | The Very Best of Rod Stewart                                                                                    | 160                     | —                       | —                       | |
| Јун, 2007.       | The Seventies Collection                                                                                        | 20                      | —                       | —                       | |
| Јул, 2007.       | The Complete American Songbook – Volumes I, II, III & IV                                                        | 13                      | —                       | —                       | - УК: златни - Канада: 3× мулти-платинумски |
| Новембар, 2008.  | Some Guys Have All the Luck / The Definitive Rod Stewart                                                        | 19                      | 27                      | 21                      | - УК: 2× платинумски - Канада: платинумски |
| Септембар, 2009. | The Rod Stewart Sessions 1971–1998                                                                              | —                       | —                       | —                       | |
| Фебруар, 2011.   | The Best Of... The Great American Songbook                                                                      | 42                      | 7                       | 49                      | |
| Август, 2013.    | Rarities | 35                      | —                       | —                       | |
| Април, 2018.     | Handbags & Gladrags: The Essential                                                                              | 39                      | —                       | —                       | |

## Синглови

### 1960е/70е
| Година издања                                                                                                | Име сингла | Позиције на топ-листама | Позиције на топ-листама | Позиције на топ-листама | Позиције на топ-листама | Позиције на топ-листама | Позиције на топ-листама | Позиције на топ-листама | Позиције на топ-листама | Позиције на топ-листама | Позиције на топ-листама | Позиције на топ-листама | Сертификат(и)                   | Албум                                   |
| Година издања                                                                                                | Име сингла | УК                      | АУС                     | КАН                     | НЕМ                     | ИРС                     | ХОЛ                     | НЗЛ                     | ШВЕ                     | ШВА                     | САД                     | САД Еј-си               | Сертификат(и)                   | Албум                                   |
| --- | --- | ----------------------- | ----------------------- | ----------------------- | ----------------------- | ----------------------- | ----------------------- | ----------------------- | ----------------------- | ----------------------- | ----------------------- | ----------------------- | ------------------------------- | --------------------------------------- |
| 1964 | "Good Morning Little Schoolgirl" / "I'm Gonna Move to the Outskirts of Town" (Дека рекордс)                                                                                 | —                       | —                       | —                       | —                       | —                       | —                       | —                       | —                       | —                       | —                       | —                       |                                 |                                         |
| 1965 | "The Day Will Come"/"Why Does It Go On" (Коламбија рекордс) | —                       | —                       | —                       | —                       | —                       | —                       | —                       | —                       | —                       | —                       | —                       |                                 |                                         |
| 1966 | "Shake"/"I Just Got Some" (Коламбија рекордс) | —                       | —                       | —                       | —                       | —                       | —                       | —                       | —                       | —                       | —                       | —                       |                                 |                                         |
| 1968 | "Little Miss Understood"/"So Much to Say" (Имедијејт рекордс) | —                       | —                       | —                       | —                       | —                       | —                       | —                       | —                       | —                       | —                       | —                       |                                 |                                         |
| 1969 | "Street Fighting Man" | —                       | —                       | —                       | —                       | —                       | —                       | —                       | —                       | —                       | —                       | —                       |                                 | An Old Raincoat Won't Ever Let You Down |
| 1970 | "It's All Over Now" | —                       | —                       | —                       | —                       | —                       | —                       | —                       | —                       | —                       | 126                     | —                       |                                 | Gasoline Alley                          |
| 1971 | "Reason to Believe" b/w "Maggie May" 1 | 1                       | 1                       | 24 1                    | —                       | —                       | —                       | —                       | —                       | —                       | 1                       | —                       | - САД: златни                   | Every Picture Tells a Story             |
| 1971 | "Every Picture Tells a Story" / "Reason to Believe" (Шпанија) | —                       | —                       | —                       | —                       | —                       | —                       | —                       | —                       | —                       | —                       | —                       |                                 | Every Picture Tells a Story             |
| 1971 | "(I Know) I'm Losing You" | —                       | 66                      | 4                       | 41                      | —                       | 14                      | —                       | —                       | —                       | 24                      | —                       |                                 | Every Picture Tells a Story             |
| 1971 | "Dirty Old Town" | —                       | —                       | —                       | —                       | —                       | —                       | —                       | —                       | —                       | —                       | —                       |                                 | An Old Raincoat Won't Ever Let You Down |
| 1972 | "Handbags and Gladrags" | —                       | 69                      |                         | —                       | —                       | —                       | —                       | —                       | —                       | 42                      | —                       |                                 | An Old Raincoat Won't Ever Let You Down |
| 1972 | "You Wear It Well" | 1                       | 13                      | 7                       | 35                      | 2                       | —                       | —                       | —                       | —                       | 13                      | —                       |                                 | Never a Dull Moment                     |
| 1972 | "In a Broken Dream" (са Питоном Ли Џексоном) 2 | 3                       | —                       | —                       | —                       | —                       | —                       | —                       | —                       | —                       | 56                      | —                       |                                 | In a Broken Dream                       |
| 1972 | "Angel" | 4                       | —                       |                         | 11                      | —                       | —                       | —                       | —                       | —                       | 40                      | —                       |                                 | Never a Dull Moment                     |
| 1972 | "What's Made Milwaukee Famous (Has Made a Loser Out of Me)" 3 | 4                       | 71                      | —                       | 11                      |                         | —                       | —                       | —                       | —                       | —                       | —                       |                                 | Never a Dull Moment                     |
| 1973 | "I've Been Drinking" (са групом The Jeff Beck) | 27                      | —                       |                         | —                       | —                       | —                       | —                       | —                       | —                       | —                       | —                       |                                 | Није сингл са албума                    |
| 1973 | "Twistin' the Night Away" | —                       | 98                      |                         | —                       | —                       | —                       | —                       | —                       | —                       | 59                      | —                       |                                 | Never a Dull Moment                     |
| 1973 | "Oh! No Not My Baby" | 6                       | 57                      |                         | —                       | 8                       | —                       | —                       | —                       | —                       | 59                      | —                       |                                 | Није сингл са албума                    |
| 1974 | "Farewell" / "Bring It On Home to Me/You Send Me" | 7                       | 47                      |                         | —                       | 11                      | —                       | —                       | —                       | —                       | —                       | —                       |                                 | Smiler                                  |
| 1974 | "Mine for Me" | —                       | —                       | —                       | —                       | —                       | —                       | —                       | —                       | —                       | 91                      | —                       |                                 | Smiler                                  |
| 1974 | "You Can Make Me Dance, Sing or Anything (Even Take the Dog for a Walk, Mend a Fuse, Fold Away the Ironing Board, or Any Other Domestic Shortcomings)" (са бендом Фејсес) 4 | 12                      | —                       | —                       | —                       | —                       | —                       | —                       | —                       | —                       | —                       | —                       |                                 | Snakes and Ladders                      |
| 1975 | "Sailing" 5 | 1                       | 2                       |                         | 4                       | 1                       | 1                       | 3                       | 13                      | 2                       | 58                      | —                       | - УК: сребрни                   | Atlantic Crossing                       |
| 1975 | "This Old Heart of Mine" | 4                       | 45                      |                         | 41                      | 3                       | —                       | —                       | —                       | —                       | 83                      | —                       |                                 | Atlantic Crossing                       |
| 1976 | "Tonight's the Night (Gonna Be Alright)" | 5                       | 3                       | 1                       | 26                      | 2                       | 5                       | 2                       | 7                       | —                       | 1                       | 2                       | - САД: златни                   | A Night on the Town                     |
| 1976 | "The Killing of Georgie (Part I and II)" | 2                       | 38                      | 33                      | 36                      | —                       | 25                      | —                       | —                       | —                       | 30                      | —                       |                                 | A Night on the Town                     |
| 1976 | "Get Back" | 11                      | 29                      |                         | 39                      | —                       | —                       | 23                      | 10                      | —                       | —                       | —                       |                                 | All This and World War II [Саундтрек]   |
| 1976 | "Maggie May" (Издање из 1976) | 31                      | —                       |                         | —                       | 13                      | —                       | —                       | —                       | —                       | —                       | —                       |                                 | The Best of Rod Stewart                 |
| 1977 | "I Don't Want to Talk About It" 6 | 1                       | 19                      |                         | 1                       | 4                       | 1                       | 2                       | —                       | —                       | 46                      | —                       | - УК: сребрни                   | Atlantic Crossing                       |
| 1977 | "The First Cut Is the Deepest" 6 | 1                       | —                       | 11                      | 1                       | 4                       | 1                       | 5                       | —                       | —                       | 21                      | 3                       | - УК: сребрни                   | A Night on the Town                     |
| 1977 | "You're in My Heart" | 3                       | 1                       | 1                       | —                       | 2                       | 8                       | 2                       | —                       | —                       | 4                       | 7                       | - УК: сребрни - САД: златни     | Foot Loose & Fancy Free                 |
| 1977 | "You're Insane" | —                       | —                       | —                       | —                       | —                       | —                       | —                       | —                       | —                       | —                       | —                       |                                 | Foot Loose & Fancy Free                 |
| 1978 | "Hot Legs" | 5                       | 42                      |                         | 4                       | 4                       | 8                       | 31                      | —                       | —                       | 28                      | —                       | - УК: сребрни                   | Foot Loose & Fancy Free                 |
| 1978 | "I Was Only Joking" | 5                       | —                       | 35                      | 4                       | 4                       | 8                       | 56                      | —                       | —                       | 22                      | 31                      | - УК: сребрни                   | Foot Loose & Fancy Free                 |
| 1978 | "Ole Ola (Mulher Brasileira)" (у дуету са ) | 4                       | 44                      |                         | —                       | —                       | —                       | —                       | —                       | —                       | —                       | —                       |                                 | Није сингл са албума                    |
| 1978 | "Da Ya Think I'm Sexy?" | 1                       | 1                       | 1                       | 9                       | 1                       | 6                       | 2                       | 11                      | 8                       | 1                       | —                       | - УК: златни - САД: платинумски | Blondes Have More Fun                   |
| 1979 | "Ain't Love a Bitch" | 11                      | 44                      |                         | 4                       | 5                       | 29                      | —                       | —                       | —                       | 22                      | —                       | - УК: сребрни                   | Blondes Have More Fun                   |
| 1979 | "Blondes (Have More Fun)" | 63                      | —                       |                         | —                       | 23                      | —                       | —                       | —                       | —                       | —                       | —                       |                                 | Blondes Have More Fun                   |
| "—" озачава издање које или није дебитовало на тој топ-листи или није дебитовало у/на тој држави/територији. | |                         |                         |                         |                         |                         |                         |                         |                         |                         |                         |                         |                                 |                                         |

### 1980е
| Година издања                                                                                                | Име сингла                                                        | Позиције на топ-листама | Позиције на топ-листама | Позиције на топ-листама | Позиције на топ-листама | Позиције на топ-листама | Позиције на топ-листама | Позиције на топ-листама | Позиције на топ-листама | Позиције на топ-листама | Позиције на топ-листама | Позиције на топ-листама | Позиције на топ-листама | Албум                                 |
| Година издања                                                                                                | Име сингла                                                        | УК                      | АУС                     | КАН                     | НЕМ                     | ИРС                     | ХОЛ                     | НЗЛ                     | ШВЕ                     | ШВА                     | US                      | САД Еј-си               | САД рок                 | Албум                                 |
| --- | ----------------------------------------------------------------- | ----------------------- | ----------------------- | ----------------------- | ----------------------- | ----------------------- | ----------------------- | ----------------------- | ----------------------- | ----------------------- | ----------------------- | ----------------------- | ----------------------- | ------------------------------------- |
| 1980 | "(If Loving You Is Wrong) I Don't Want to Be Right"               | 23                      | —                       |                         | —                       | —                       | —                       | —                       | —                       | —                       | —                       | —                       | —                       | Foot Loose & Fancy Free               |
| 1980 | "Passion"                                                         | 17                      | 16                      | 2                       | 13                      | 6                       | 5                       | 7                       | 5                       | 4                       | 5                       | —                       | —                       | Foolish Behaviour                     |
| 1980 | "My Girl"                                                         | 32                      | —                       |                         | —                       | 21                      | 41                      | 42                      | —                       | —                       | —                       | —                       | —                       | Foolish Behaviour                     |
| 1981 | "Somebody Special"                                                | —                       | —                       | —                       | —                       | —                       | —                       | —                       | —                       | —                       | 71                      | —                       | —                       | Foolish Behaviour                     |
| 1981 | "Gi' Me Wings"                                                    | —                       | —                       | —                       | —                       | —                       | —                       | —                       | —                       | —                       | —                       | —                       | 45                      | Foolish Behaviour                     |
| 1981 | "Oh God, I Wish I Was Home Tonight"                               | —                       | —                       | —                       | 74                      | —                       | —                       | —                       | 4                       | —                       | —                       | —                       | —                       | Foolish Behaviour                     |
| 1981 | "Tonight I'm Yours (Don't Hurt Me)"                               | 8                       | 6                       | 2                       | 50                      | 8                       | 16                      | —                       | 10                      | 9                       | 20                      | —                       | 29                      | Tonight I'm Yours                     |
| 1981 | "Young Turks"                                                     | 11                      | 3                       | 2                       | 30                      | 14                      | 1                       | 19                      | —                       | —                       | 5                       | —                       | 23                      | Tonight I'm Yours                     |
| 1982 | "How Long"                                                        | 41                      | —                       |                         | 2                       | 6                       | —                       | —                       | —                       | —                       | 49                      | 5                       | —                       | Tonight I'm Yours                     |
| 1982 | "Jealous"                                                         | —                       | —                       | —                       | —                       | —                       | —                       | —                       | —                       | —                       | —                       | —                       | 44                      | Tonight I'm Yours                     |
| 1982 | "Just Like a Woman"                                               | —                       | —                       | —                       | —                       | —                       | —                       | —                       | —                       | —                       | —                       | —                       | —                       | Tonight I'm Yours                     |
| 1982 | "Tora, Tora, Tora (Out with the Boys)"                            | —                       | —                       | —                       | —                       | —                       | —                       | —                       | —                       | —                       | —                       | —                       | 38                      | Tonight I'm Yours                     |
| 1982 | "The Great Pretender" (уживо)                                     | —                       | —                       | —                       | —                       | —                       | —                       | —                       | —                       | —                       | —                       | —                       | —                       | Absolutely Live                       |
| 1982 | "Guess I'll Always Love You" (уживо)                              | —                       | 60                      | —                       | —                       | —                       | —                       | —                       | —                       | —                       | —                       | —                       | 21                      | Absolutely Live                       |
| 1982 | "I Don't Want to Talk About It" (уживо) 6                         | —                       | —                       |                         | 7                       | —                       | —                       | —                       | —                       | —                       | —                       | —                       | —                       | Absolutely Live                       |
| 1983 | "Baby Jane"                                                       | 1                       | 10                      |                         | 1                       | 1                       | 9                       | 14                      | 3                       | 2                       | 14                      | —                       | —                       | Body Wishes                           |
| 1983 | "What Am I Gonna Do (I'm So In Love with You)"                    | 3                       | 68                      |                         | 9                       | 2                       | 31                      | —                       | —                       | 3                       | 35                      | —                       | —                       | Body Wishes                           |
| 1983 | "Sweet Surrender"                                                 | 23                      | —                       |                         | 42                      | 14                      | —                       | —                       | —                       | 21                      | —                       | —                       | —                       | Body Wishes                           |
| 1984 | "Infatuation"                                                     | 27                      | 32                      | 15                      | 27                      | 12                      | 36                      | —                       | 13                      | 16                      | 6                       | —                       | 5                       | "Camouflage"                          |
| 1984 | "Some Guys Have All the Luck"                                     | 15                      | 95                      | 16                      | 58                      | 11                      | —                       | —                       | —                       | —                       | 10                      | 3                       | 27                      | "Camouflage"                          |
| 1984 | "All Right Now"                                                   | —                       | —                       | —                       | —                       | —                       | —                       | —                       | —                       | —                       | 72                      | —                       | —                       | "Camouflage"                          |
| 1984 | "Trouble"                                                         | 95                      | —                       | —                       | —                       | —                       | —                       | —                       | —                       | —                       | —                       | —                       | —                       | "Camouflage"                          |
| 1985 | "People Get Ready" (са групом The Jeff Beck)                      | —                       | 23                      |                         | —                       | —                       | —                       | 35                      | 15                      | 24                      | 48                      | —                       | 5                       | Flash (The Jeff Beck)                 |
| 1986 | "Love Touch"                                                      | 27                      | 12                      |                         | 14                      | 8                       | —                       | 17                      | 11                      | 13                      | 6                       | 5                       | 26                      | Every Beat of My Heart                |
| 1986 | "Every Beat of My Heart"                                          | 2                       | 26                      |                         | 14                      | 2                       | 11                      | 32                      | —                       | 11                      | 83                      | —                       | —                       | Every Beat of My Heart                |
| 1986 | "Another Heartache"                                               | 54                      | —                       |                         | —                       | 24                      | —                       | —                       | —                       | —                       | 52                      | —                       | 45                      | Every Beat of My Heart                |
| 1986 | "In My Life"                                                      | 80                      | —                       | —                       | —                       | —                       | —                       | —                       | —                       | —                       | —                       | —                       | —                       | Every Beat of My Heart                |
| 1987 | "Twistin' the Night Away" (Верзија из 1987)                       | —                       | 27                      |                         | —                       | —                       | —                       | —                       | —                       | —                       | 80                      | —                       | —                       | Innerspace Саундтрек                  |
| 1988 | "Lost in You"                                                     | 21                      | 22                      |                         | 25                      | 14                      | 34                      | —                       | —                       | 30                      | 12                      | —                       | 3                       | Out of Order                          |
| 1988 | "Forever Young"                                                   | 57                      | 94                      |                         | —                       | 41                      | —                       | 46                      | —                       | —                       | 12                      | 3                       | 13                      | Out of Order                          |
| 1988 | "My Heart Can't Tell You No"                                      | 49                      | —                       |                         | —                       | 2                       | —                       | 1                       | —                       | —                       | 4                       | 3                       | 50                      | Out of Order                          |
| 1989 | "Crazy About Her"                                                 | —                       | —                       |                         | 60                      | 4                       | 10                      | 3                       | 4                       | 1                       | 11                      | 2                       | —                       | Out of Order                          |
| 1989 | "Dynamite"                                                        | —                       | —                       | —                       | —                       | —                       | —                       | —                       | —                       | —                       | —                       | —                       | 16                      | Out of Order                          |
| 1989 | "This Old Heart of Mine" (Верзија из 1989) (са Роналдом Ајслијем) | 51                      | 94                      |                         | 51                      | 25                      | 49                      | —                       | —                       | —                       | 10                      | 1                       | —                       | Storyteller / The Best of Rod Stewart |
| 1989 | "Downtown Train"                                                  | 10                      | 29                      |                         | 39                      | 13                      | 42                      | 30                      | —                       | —                       | 3                       | 1                       | 1                       | Storyteller / The Best of Rod Stewart |
| "—" озачава издање које или није дебитовало на тој топ-листи или није дебитовало у/на тој држави/територији. |                                                                   |                         |                         |                         |                         |                         |                         |                         |                         |                         |                         |                         |                         |                                       |

### 1990е
| Година издања                                                                                                | Име сингла                                                     | Позиције на топ-листама | Позиције на топ-листама | Позиције на топ-листама | Позиције на топ-листама | Позиције на топ-листама | Позиције на топ-листама | Позиције на топ-листама | Позиције на топ-листама | Позиције на топ-листама | Позиције на топ-листама | Позиције на топ-листама | Сертификат(и)    | Албум                                        |
| Година издања                                                                                                | Име сингла                                                     | УК                      | АУС                     | НЕМ                     | ИРС                     | ХОЛ                     | НЗЛ                     | ШВЕ                     | ШВА                     | САД                     | САД Еј-си               | САД рок                 | Сертификат(и)    | Албум                                        |
| --- | -------------------------------------------------------------- | ----------------------- | ----------------------- | ----------------------- | ----------------------- | ----------------------- | ----------------------- | ----------------------- | ----------------------- | ----------------------- | ----------------------- | ----------------------- | ---------------- | -------------------------------------------- |
| 1990 | "I Don't Want to Talk About It" (реиздање) 6                   | —                       | —                       | —                       | —                       | —                       | —                       | —                       | —                       | —                       | 2                       | —                       |                  | Storyteller                                  |
| 1990 | "It Takes Two" (са Тином Тарнер)                               | 5                       | 16                      | 22                      | 4                       | 3                       | 19                      | 11                      | 10                      | —                       | —                       | —                       |                  | Vagabond Heart                               |
| 1991 | "Rhythm of My Heart"                                           | 3                       | 2                       | 4                       | 1                       | 21                      | 6                       | 17                      | 9                       | 5                       | 2                       | 13                      |                  | Vagabond Heart                               |
| 1991 | "The Motown Song" (у дуету са групом )                         | 10                      | 26                      | 21                      | 2                       | —                       | 23                      | 11                      | —                       | 10                      | 3                       | —                       |                  | Vagabond Heart                               |
| 1991 | "Broken Arrow"                                                 | 54                      | 63                      | 71                      | 21                      | —                       | 26                      | —                       | —                       | 20                      | 3                       | —                       |                  | Vagabond Heart                               |
| 1991 | "Rebel Heart"                                                  | —                       | —                       | —                       | —                       | —                       | —                       | —                       | —                       | —                       | —                       | 17                      |                  | Vagabond Heart                               |
| 1991 | "You Are Everything"                                           | —                       | —                       | —                       | —                       | —                       | —                       | —                       | —                       | —                       | —                       | —                       |                  | Vagabond Heart                               |
| 1991 | "My Town" (Глас Тајгер у дуету са Родом Стјуартом)             | 34                      | —                       | —                       | —                       | —                       | —                       | —                       | —                       | —                       | —                       | —                       |                  | Simple Mission (албум Гласа Тајгера)         |
| 1992 | "People Get Ready" (Верзија из 1992) (са групом The Jeff Beck) | 49                      | —                       | —                       | —                       | —                       | —                       | —                       | —                       | —                       | —                       | —                       |                  | Storyteller                                  |
| 1992 | "Your Song"                                                    | 41                      | —                       | —                       | —                       | 60                      | —                       | —                       | —                       | 41                      | 6                       | —                       |                  | Two Rooms (Elton John Tribute)               |
| 1992 | "Broken Arrow"                                                 | 41                      | —                       | —                       | —                       | 60                      | —                       | —                       | —                       | —                       | —                       | —                       |                  | Vagabond Heart                               |
| 1992 | "Tom Traubert's Blues (Waltzing Matilda)"                      | 6                       | 61                      | 18                      | 4                       | 4                       | 40                      | 39                      | 9                       | —                       | —                       | —                       |                  | Lead Vocalist                                |
| 1993 | "Ruby Tuesday"                                                 | 11                      | —                       | 57                      | 19                      | 21                      | —                       | —                       | —                       | —                       | —                       | —                       |                  | Lead Vocalist                                |
| 1993 | "Shotgun Wedding"                                              | 21                      | —                       | —                       | —                       | —                       | —                       | —                       | —                       | —                       | —                       | —                       |                  | Lead Vocalist                                |
| 1993 | "Have I Told You Lately" (уживо)                               | 5                       | 12                      | 59                      | 13                      | —                       | 41                      | 39                      | —                       | 5                       | 1                       | —                       | САД: златни      | Unplugged...and Seated                       |
| 1993 | "Reason to Believe" (уживо)                                    | 51                      | —                       | 79                      | —                       | —                       | —                       | —                       | —                       | 19                      | 2                       | —                       |                  | Unplugged...and Seated                       |
| 1993 | "People Get Ready" (уживо)                                     | 45                      | —                       | —                       | —                       | —                       | —                       | —                       | —                       | —                       | —                       | —                       |                  | Unplugged...and Seated                       |
| 1993 | "Cut Across Shorty" (уживо)                                    | —                       | —                       | —                       | —                       | —                       | —                       | —                       | —                       | —                       | —                       | 16                      |                  | Unplugged...and Seated                       |
| 1993 | "All for Love" (са Брајаном Адамсом и Стингом)                 | 2                       | 1                       | 1                       | 1                       | 3                       | 5                       | 1                       | 1                       | 1                       | —                       | —                       | САД: платинумски | Три мускетара Саундтрек                      |
| 1993 | "Having a Party" (уживо)                                       | —                       | —                       | —                       | —                       | —                       | —                       | —                       | —                       | 36                      | 6                       | —                       |                  | Unplugged...and Seated                       |
| 1995 | "You're the Star"                                              | 19                      | —                       | 53                      | —                       | —                       | 42                      | —                       | 30                      | —                       | —                       | —                       |                  | A Spanner in the Works                       |
| 1995 | "Leave Virginia Alone"                                         | —                       | 53                      | —                       | —                       | —                       | —                       | —                       | —                       | 52                      | 10                      | —                       |                  | A Spanner in the Works                       |
| 1995 | "Lady Luck"                                                    | 56                      | —                       | 65                      | —                       | —                       | —                       | —                       | —                       | —                       | —                       | —                       |                  | A Spanner in the Works                       |
| 1995 | "This"                                                         | —                       | —                       | —                       | —                       | —                       | —                       | —                       | —                       | —                       | 33                      | —                       |                  | A Spanner in the Works                       |
| 1996 | "So Far Away"                                                  | —                       | —                       | 74                      | —                       | —                       | —                       | —                       | —                       | —                       | 2                       | —                       |                  | Tapestry Revisited: A Tribute to Carole King |
| 1996 | "Purple Heather" (са )                                         | 16                      | —                       | —                       | —                       | —                       | —                       | —                       | —                       | —                       | —                       | —                       |                  | A Spanner in the Works                       |
| 1996 | "If We Fall in Love Tonight"                                   | 58                      | —                       | 70                      | —                       | —                       | —                       | —                       | —                       | 54                      | 4                       | —                       |                  | If We Fall in Love Tonight                   |
| 1997 | "When I Need You"                                              | —                       | —                       | —                       | —                       | —                       | —                       | —                       | —                       | —                       | —                       | —                       |                  | If We Fall in Love Tonight                   |
| 1997 | "Da Ya Think I'm Sexy?" (Ен-тренс у дуету са Родом Стјуартом)  | 7                       | 3                       | 15                      | 10                      | 23                      | 1                       | 15                      | 21                      | —                       | —                       | —                       |                  | Happy Hour                                   |
| 1998 | "Ooh La La"                                                    | 16                      | —                       | 73                      | —                       | 92                      | —                       | —                       | —                       | 39                      | 3                       | —                       |                  | When We Were the New Boys                    |
| 1998 | "Cigarettes and Alcohol"                                       | —                       | —                       | —                       | —                       | —                       | —                       | —                       | —                       | —                       | —                       | 13                      |                  | When We Were the New Boys                    |
| 1998 | "Rocks"                                                        | 55                      | —                       | —                       | —                       | —                       | —                       | —                       | —                       | —                       | —                       | 31                      |                  | When We Were the New Boys                    |
| 1998 | "When We Were the New Boys"                                    | —                       | —                       | 75                      | —                       | —                       | —                       | —                       | —                       | —                       | —                       | —                       |                  | When We Were the New Boys                    |
| 1998 | "Superstar"                                                    | —                       | —                       | —                       | —                       | —                       | —                       | —                       | —                       | —                       | —                       | —                       |                  | When We Were the New Boys                    |
| 1999 | "Faith of the Heart"                                           | 60                      | —                       | —                       | —                       | 99                      | —                       | —                       | —                       | —                       | 3                       | —                       |                  | Patch Adams Саундтрек                        |
| "—" озачава издање које или није дебитовало на тој топ-листи или није дебитовало у/на тој држави/територији. |                                                                |                         |                         |                         |                         |                         |                         |                         |                         |                         |                         |                         |                  |                                              |

### 2000е
| 2000 | "Run Back Into Your Arms"                               | —  | —  | 74 | —  | —  | — | —  | Human                                                        |
| 2001 | "I Can't Deny It"                                       | 26 | 89 | —  | 90 | 36 | — | 18 | Human                                                        |
| 2001 | "Don't Come Around Here" (са Хеликоптер Грл)            | 79 | —  | —  | —  | —  | — | 30 | Human                                                        |
| 2002 | "These Foolish Things"                                  | —  | —  | —  | —  | —  | — | 13 | It Had to Be You: the Great American Songbook                |
| 2003 | "They Can't Take That Away from Me"                     | —  | —  | —  | —  | —  | — | 27 | It Had to Be You: the Great American Songbook                |
| 2003 | "Bewitched, Bothered & Bewildered" (са Шер)             | —  | —  | —  | —  | —  | — | 17 | As Time Goes By: the Great American Songbook Volume II       |
| 2003 | "I Only Have Eyes for You" (са Аном Белен)              | —  | —  | —  | —  | —  | — | —  | As Time Goes By: the Great American Songbook Volume II       |
| 2004 | "Time After Time"                                       | —  | —  | —  | —  | —  | — | 21 | As Time Goes By: the Great American Songbook Volume II       |
| 2004 | "Smile"                                                 | —  | —  | —  | —  | —  | — | —  | As Time Goes By: the Great American Songbook Volume II       |
| 2004 | "What a Wonderful World" (у дуету са Стивијем Вондером) | —  | —  | —  | 85 | —  | — | 13 | Stardust: The Great American Songbook Volume III             |
| 2004 | "Baby, It's Cold Outside" (са Доли Партон)              | —  | —  | —  | —  | —  | — | 2  | Stardust: The Great American Songbook Volume III             |
| 2005 | "Blue Moon" (у дуету са Ериком Клептоном)               | —  | —  | —  | —  | —  | — | 23 | Stardust: the Great American Songbook III                    |
| 2005 | "I've Got a Crush on You" (са Дајаном Рос)              | —  | —  | —  | —  | —  | — | 19 | Thanks for the Memory: The Great American Songbook Volume IV |
| 2005 | "I've Got My Love to Keep Me Warm"                      | —  | —  | —  | —  | —  | — | 22 | Thanks for the Memory: The Great American Songbook Volume IV |
| 2006 | "Have You Ever Seen the Rain?"                          | —  | —  | —  | —  | —  | — | 6  | Still the Same... Great Rock Classics of Our Time            |
| 2007 | "Fooled Around and Fell in Love"                        | —  | —  | —  | —  | —  | — | 13 | Still the Same... Great Rock Classics of Our Time            |
| 2007 | "It's a Heartache"                                      | —  | —  | —  | —  | —  | — | —  | Still the Same... Great Rock Classics of Our Time            |
| 2009 | "It's the Same Old Song"                                | —  | —  | —  | —  | —  | — | —  | Soulbook                                                     |
| "—" озачава издање које или није дебитовало на тој топ-листи или није дебитовало у/на тој држави/територији. |                                                         |    |    |    |    |    |   |    |                                                              |

### 2010е
| 2010 | "My Cherie Amour" (у дуету са Стивијем Вондером)             | —   | —  | —  | — | —  | —  | —  | Soulbook                                                   |
| 2010 | "Everybody Hurts" (као део екипе Хелпинг Хаити)              | 1   | 28 | 16 | — | 17 | —  | —  | Charity single                                             |
| 2010 | "I've Got You Under My Skin"                                 | —   | —  | —  | — | —  | —  | —  | Fly Me to the Moon... The Great American Songbook Volume V |
| 2010 | "Beyond the Sea"                                             | —   | —  | —  | — | —  | —  | —  | Fly Me to the Moon... The Great American Songbook Volume V |
| 2012 | "Let It Snow! Let It Snow! Let It Snow!"                     | —   | —  | —  | — | —  | —  | 1  | Merry Christmas, Baby                                      |
| 2012 | "Merry Christmas, Baby" (са Си Ло Грином и Тромбон Шортијем) | 111 | —  | —  | — | —  | —  | 18 | Merry Christmas, Baby                                      |
| 2012 | "Winter Wonderland" (са Мишелом Баблеом)                     | —   | —  | —  | — | —  | —  | 26 | Merry Christmas, Baby                                      |
| 2012 | "We Three Kings" (са Мери Џеј Блиџ)                          | —   | —  | —  | — | —  | —  | —  | Merry Christmas, Baby                                      |
| 2012 | "Have Yourself a Merry Little Christmas"                     | 51  | —  | —  | — | —  | —  | 28 | Merry Christmas, Baby                                      |
| 2013 | "She Makes Me Happy"                                         | —   | —  | —  | — | —  | —  | 12 | Time                                                       |
| 2013 | "It's Over"                                                  | 91  | —  | —  | — | —  | —  | —  | Time                                                       |
| 2013 | "Brighton Beach"                                             | —   | —  | —  | — | —  | —  | —  | Time                                                       |
| 2013 | "Can't Stop Me Now"                                          | 199 | —  | —  | — | —  | —  | 22 | Time                                                       |
| 2013 | "Forever Young" [A]                                          | 55  | —  | —  | — | —  | —  | —  | Time - Special Edition                                     |
| 2014 | "Beautiful Morning"                                          | —   | —  | —  | — | —  | —  | —  | Time                                                       |
| 2015 | "Everyday" (са ASAP Rocky-јем, Мигелом и Марком Ронсоном)    | 56  | 49 | —  | — | —  | 92 | —  | At. Long. Last. ASAP                                       |
| 2015 | "Love Is"                                                    | —   | —  | —  | — | —  | —  | 37 | Another Country                                            |
| 2015 | "Please"                                                     | —   | —  | —  | — | —  | —  | —  | Another Country                                            |
| 2017 | "Da Ya Think I'm Sexy?" (у дуету са групом DNCE)             | —   | —  | —  | — | —  | —  | 11 | Није сингл са албума                                       |
| 2018 | "Didn't I" (у дуету са Бриџет Кејди)                         | —   | —  | —  | — | —  | —  | 10 | Blood Red Roses                                            |
| 2018 | "Look In Her Eyes"                                           | —   | —  | —  | — | —  | —  | —  | Blood Red Roses                                            |
| "—" озачава издање које или није дебитовало на тој топ-листи или није дебитовало у/на тој држави/територији. |                                                              |     |    |    |   |    |    |    |                                                            |

Напомене:
- [A] Такође укључује и претходне албуме.

1 Иако је "Reason to Believe" био на А-страни албума, сингл је на топ-листи "UK Singles Chart" био уписан као "Maggie May/Reason to Believe".

2 На синглу "In a Broken Dream", који је објављен крајем 1969. године, Род Стјуарт је био акредитован под именом Питон Ли Џексон. Било како било, сингл није успео да се позиционира на топ-листама у Уједињеном Краљевству до 1972. године.

3 Сингл "What's Made Milwaukee Famous (Has Made a Loser Out of Me)" је био објављен као дупла А-страна заједно са синглом "Angel" у Уједињеном Краљевству и Републици Ирској.

4 Род Стјуарт је на синглу "You Can Make Me Dance..." био акредитован као Род Стјуарт/Фејсес у Уједињеном Краљевству.

5 Сингл "Sailing" је био коришћен као саундтрек Би-Би-Сијеве документарне серије Sailor из 1976. године под насловом HMS Ark Royal и одмах се након реиздања позиционирао на месту број три на топ-листи "UK Singles Chart" у Уједињеном Краљевству. Године 1987. сингл се поново појавио на топ-листама у Уједињеном Краљевству након Стјуартове несреће у Зибруџ ферију позициониравши се на месту број четрдесет-један у Уједињеном Краљевству и на месту број тридесет у Републици Ирској.

6 Синглови "The First Cut Is the Deepest" и "I Don't Want to Talk About It" су били објављени као дупли сингл на А-страни албума који је у Уједињеном Краљевству био објављен 1977. године. Широм свету је ово изање објављено крајем 1979. године. Било како било, нова снимљена верзија другог наведеног сингла "I Don't Want to Talk About It", је укључила и Стјуартову антологију Storyteller, која је била позиционирана као хит број два на америчкој топ-листи "Billboard Adult Contemporary Chart" током 1990. године; поменути сингл није дебитовао на топ-листи "Билборд хот 100" и на истој није био доступан као стандардни сингл.

## Друга појављивања
| Година издања | Име песме | Албум |
| ------------- | --- | --- |
| 1969          | "In a Broken Dream"                                                                                                | са Питоном Ли Џексоном                                                                                                  |
| 1969          | "Doin' Fine (Cloud Nine)"                                                                                          | са Питоном Ли Џексоном                                                                                                  |
| 1969          | "The Blues" | са Питоном Ли Џексоном                                                                                                  |
| 1972          | "Mother Ain't Dead"                                                                                                | 'Б' страна сингла Џона Балдрија "Iko Iko" (Ворнер брос К16175) и албума "Everything Stops For Tea" (Ворнер брос К46160) |
| 1991          | "Your Song" | Two Rooms: Celebrating the Songs of Elton John & Bernie Taupin                                                          |
| 1994          | "Don't Break Your Promise (Too Soon)" (са Бобијем Вомаком)                                                         | Resurrection |
| 1994          | "People Get Ready"                                                                                                 | A Tribute to Curtis Mayfield                                                                                            |
| 1995          | "So Far Away" | Tapestry Revisited: A Tribute to Carole King                                                                            |
| 2008          | "What the World Needs Now" (са Стивом Тирелом, Бартом Бахарахом, Мартином Мекбриџ, Џејмсом Тејлором и Дион Варвик) | Back to Bacharach |
| 2016          | "Kiss Her for Me" (са Френкијем Милером и Џоом Волшом)                                                             | Frankie Miller's Double Take                                                                                            |

## Видео издања
| Година издања | Наслов видеа                                          | Сертификат(и) |
| ------------- | ----------------------------------------------------- | --- |
| 2003          | It Had to Be You: The Great American Songbook         | - Аустралија: 8× платинумски - Бразил: платинумски - Канада: 3× платинумски - УК: платинумски - САД: платинумски |
| 2004          | One Night Only! Rod Stewart Live at Royal Albert Hall | - Аустралија: 10× платинумски - Бразил: платинумски - УК: 2× платинумски                                         |

## Музички видео-спотови
| Година издања | Наслов песме                                                          | Продуцент(и)            | Албум порекла видеа                                          |
| ------------- | --------------------------------------------------------------------- | ----------------------- | ------------------------------------------------------------ |
| 1973          | "Oh! No Not My Baby"                                                  |                         | Није сингл са албума                                         |
| 1974          | "Farewell"                                                            |                         | Smiler                                                       |
| 1974          | "Bring It On Home to Me/You Send Me"                                  |                         | Smiler                                                       |
| 1975          | "Sailing"                                                             | Брус Говерс             | Atlantic Crossing                                            |
| 1976          | "Tonight's the Night (Gonna Be Alright)"                              | Брус Говерс             | A Night on the Town                                          |
| 1976          | "The First Cut Is the Deepest"                                        | Брус Говерс             | A Night on the Town                                          |
| 1976          | "The Killing of Georgie (Part I and II)"                              | Брус Говерс             | A Night on the Town                                          |
| 1977          | "You're In My Heart (The Final Acclaim)"                              | Брус Говерс             | Foot Loose & Fancy Free                                      |
| 1977          | "Hot Legs"                                                            | Брус Говерс             | Foot Loose & Fancy Free                                      |
| 1977          | "I Was Only Joking"                                                   | Брус Говерс             | Foot Loose & Fancy Free                                      |
| 1977          | "You're Insane"                                                       | Брус Говерс             | Foot Loose & Fancy Free                                      |
| 1978          | "Da Ya Think I'm Sexy?"                                               | Брус Говерс             | Blondes Have More Fun                                        |
| 1978          | "Ain't Love a Bitch"                                                  | Брус Говерс             | Blondes Have More Fun                                        |
| 1978          | "Blondes (Have More Fun)"                                             | Брус Говерс             | Blondes Have More Fun                                        |
| 1980          | "Passion"                                                             | Мајк Мансфилд           | Foolish Behaviour                                            |
| 1980          | "She Won't Dance with Me"                                             | Мајк Мансфилд           | Foolish Behaviour                                            |
| 1980          | "Oh God, I Wish I Was Home Tonight"                                   | Мајк Мансфилд           | Foolish Behaviour                                            |
| 1981          | "Tonight I'm Yours (Don't Hurt Me)"                                   | Расел Малкахи           | Tonight I'm Yours                                            |
| 1981          | "Young Turks"                                                         | Расел Малкахи           | Tonight I'm Yours                                            |
| 1981          | "How Long"                                                            |                         | Tonight I'm Yours                                            |
| 1981          | "Just Like a Woman"                                                   |                         | Tonight I'm Yours                                            |
| 1983          | "Baby Jane"                                                           | Стив Барон              | Body Wishes                                                  |
| 1983          | "What Am I Gonna Do (I'm So In Love With You)"                        | Брајан Грент            | Body Wishes                                                  |
| 1984          | "Infatuation" Две различите верзије                                   | Џонатан Каплан          | Camouflage                                                   |
| 1984          | "Some Guys Have All the Luck" Две различите верзије                   | Џери Крамер и Вејн Ишам | Camouflage                                                   |
| 1985          | "People Get Ready" са групом The Jeff Beck                            | Д. Ј. Вебстер           | Flash                                                        |
| 1986          | "Love Touch"                                                          | Мери Ламберт            | Every Beat of My Heart                                       |
| 1986          | "Every Beat of My Heart"                                              | Лесли Либман            | Every Beat of My Heart                                       |
| 1986          | "Another Heartache"                                                   | Лесли Либман            | Every Beat of My Heart                                       |
| 1987          | "Twistin' the Night Away" Верзија из 1987. године                     |                         | Innerspace Саундтрек                                         |
| 1988          | "Lost in You" Две различите верзије                                   | Џонатан Каплан          | Out of Order                                                 |
| 1988          | "Forever Young"                                                       | Ерик Вотсон             | Out of Order                                                 |
| 1988          | "My Heart Can't Tell You No"                                          | Расел Малкахи           | Out of Order                                                 |
| 1989          | "Crazy About Her"                                                     |                         | Out of Order                                                 |
| 1989          | "This Old Heart of Mine" Верзија из 1989. године са Роналдом Ајслијем | Дејвид Хоган            | The Best of Rod Stewart                                      |
| 1989          | "Downtown Train"                                                      | Ејми Голдштајн          | The Best of Rod Stewart                                      |
| 1990          | "It Takes Two" са Тином Тарнер                                        | Дејвид Хоган            | Vagabond Heart                                               |
| 1991          | "Rhythm of My Heart" Две различите верзије                            | Кејлеб Дешанел          | Vagabond Heart                                               |
| 1991          | "The Motown Song" Две различите верзије                               | Дерек Хајес             | Vagabond Heart                                               |
| 1991          | "Broken Arrow"                                                        | Питер Њдрле             | Vagabond Heart                                               |
| 1992          | "Tom Traubert's Blues (Waltzing Matilda)"                             | Каролин Мајер           | Lead Vocalist                                                |
| 1992          | "Shotgun Wedding"                                                     | Скот Калверт            | Lead Vocalist                                                |
| 1993          | "Ruby Tuesday"                                                        |                         | Lead Vocalist                                                |
| 1994          | "All for Love" са Брајаном Адамсом и Стингом                          | Дејвид Хоган            | Три мускетара Саундтрек                                      |
| 1995          | "You're the Star"                                                     |                         | A Spanner in the Works                                       |
| 1995          | "Leave Virginia Alone"                                                | Зек Снајдер             | A Spanner in the Works                                       |
| 1995          | "Lady Luck"                                                           |                         | A Spanner in the Works                                       |
| 1995          | "This"                                                                | Ејми Голдштајн          | A Spanner in the Works                                       |
| 1995          | "So Far Away"                                                         | Дејвид Хоган            | Tapestry Revisited: A Tribute to Carole King                 |
| 1996          | "Purple Heather" са екипом The Scottish Euro '96 Squad                                           |                         | A Spanner in the Works                                       |
| 1996          | "If We Fall in Love Tonight"                                          | Роки Шенк               | If We Fall in Love Tonight                                   |
| 1996          | "When I Need You"                                                     | Том Барнс               | If We Fall in Love Tonight                                   |
| 1998          | "Ooh La La"                                                           | Ранди Сент Николас      | When We Were the New Boys                                    |
| 2000          | "Run Back Into Your Arms"                                             | Кевин Гадли             | Human                                                        |
| 2001          | "I Can't Deny It"                                                     | Ник Еган                | Human                                                        |
| 2001          | "Don't Come Around Here" са Хеликоптер Грл                            | Дејвид Хоган            | Human                                                        |
| 2002          | "These Foolish Things"                                                | Елизабет Бејли          | It Had to Be You... The Great American Songbook              |
| 2003          | "Time After Time"                                                     | Елизабет Бејли          | As Time Goes By... The Great American Songbook Vol. II       |
| 2005          | "Blue Skies"                                                          | Дејвид Малет            | Thanks for the Memory... The Great American Songbook Vol. IV |
| 2006          | "Have You Ever Seen the Rain"                                         | Најџел Дик              | Still the Same... Great Rock Classics of Our Time            |
| 2006          | "Fooled Around and Fell in Love"                                      | Најџел Дик              | Still the Same... Great Rock Classics of Our Time            |
| 2010          | "That Old Black Magic"                                                |                         | Fly Me to the Moon... The Great American Songbook Vol. V     |
| 2013          | "She Makes Me Happy"                                                  | Камерон Дади            | Time                                                         |
| 2013          | "It's Over"                                                           | Камерон Дади            | Time                                                         |
| 2013          | "Brighton Beach"                                                      | Зак Мерк                | Time                                                         |
| 2015          | "Love Is"                                                             |                         | Another Country                                              |
| 2015          | "Please"                                                              | Натали Џонс             | Another Country                                              |
| 2015          | "Way Back Home"                                                       | Натали Џонс             | Another Country                                              |

### Камерна и друга појављивања
| Година издања | Име песме         | Акредитовани извођач                                             | Продуцент(и)   |
| ------------- | ----------------- | ---------------------------------------------------------------- | -------------- |
| 2005          | "Tears in Heaven" | Цунами Релиф                                                     | Маркус Рабој   |
| 2010          | "Everybody Hurts" | Хелпинг Хаити                                                    | Џозеф Кан      |
| 2015          | "Everyday"        | ASAP Rocky у дуету са Родом Стјуартом, Мигелом и Марком Ронсоном | Емануел Косу и |